# Svärdslilja
Svärdslilja (Iris pseudacorus) är en art i irissläktet i familjen irisväxter.
Epitetet svärd kommer av att bladen kan liknas vid svärd. Trots ordledet lilja tillhör svärdsliljan inte familjen liljeväxter.

## Beskrivning

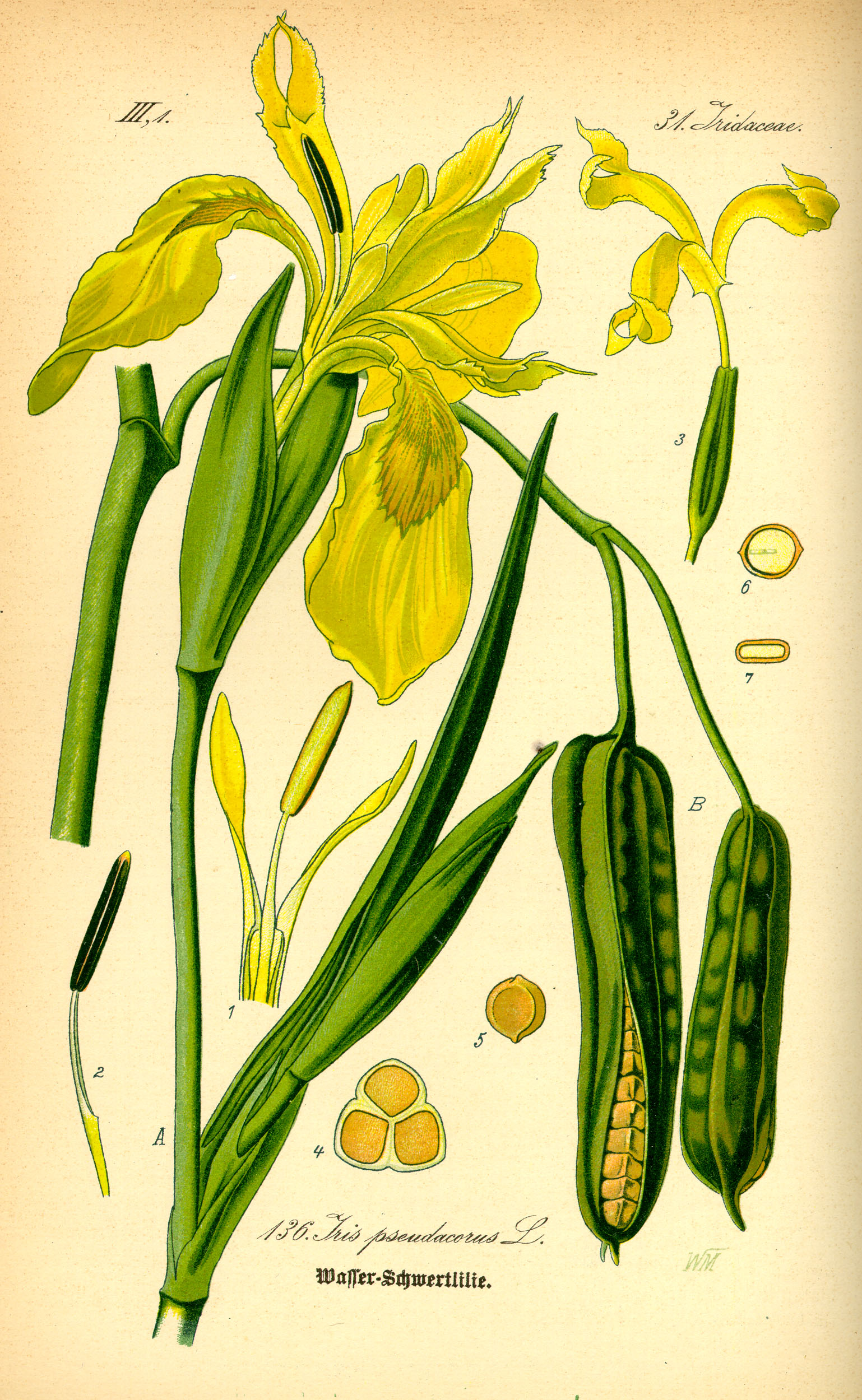
Svärdslilja.

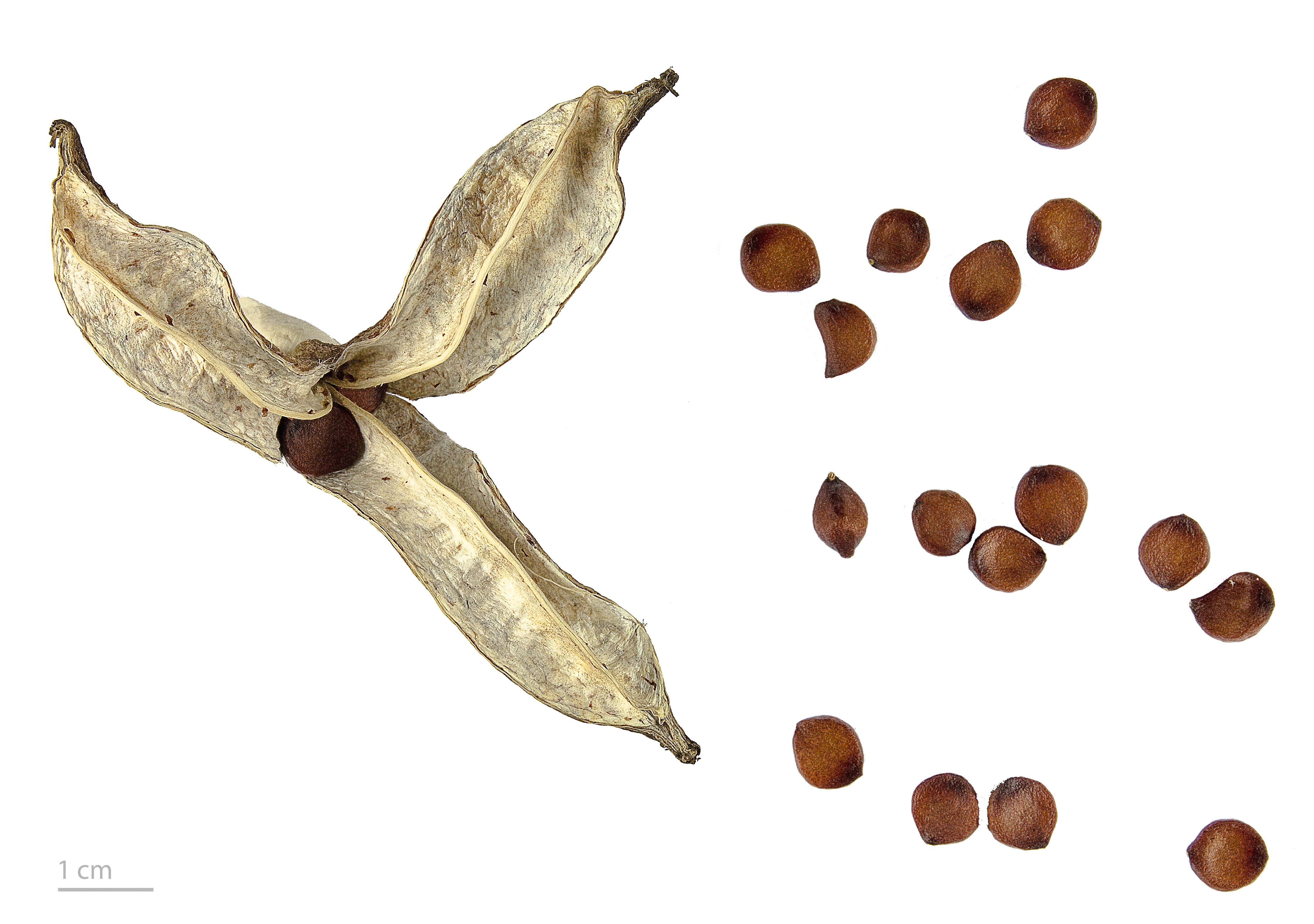
Frön från en svärdslilja.

Flerårig perenn till ca 100 cm som bildar stora bestånd. Vågrätta, rosa jordstammar. Stjälkar 70–150 cm, solida. Blad svärdslika, upprätta, böjda i toppen, mörkt gröna, grågröna mot basen med tjock mittnerv, 40–100 cm långa, 2–3 cm breda.
Blomställningar med 4—12 blommor. Högblad gröna med bruna kanter. Blommor klargula med bruna markeringar och har små inre hylleflikar. Frukten är en kapsel som är avlång, ca 5 cm lång, rundat trekantig. Svärdslilja blommar i juni—juli.
Växten klassas som giftig, särskilt rotknölen, på grund av sitt innehåll av irriterande ämnen. Förtäring kan ge sveda i mun och svalg samt magbesvär.,.

## Förekomst
Svärdsliljan har ett stort utbredningsområde och påträffas i nästan hela Europa, Nordafrika, Mellanöstern, Kaukasus och Ryssland österut till västra Sibirien.
Den växer vanligen i grunt sötvatten eller på mycket blöt mark.
Svärdsliljan är fridlyst i Jämtlands län.

## Synonymer

### Vetenskapliga
- Iris acoriformis Boreau, 1857
- Iris acoroides Spach, 1846
- Iris bastardii Boreau, 1857
- Iris curtopetala D.Delaroche, 1812
- Iris lutea Lam., 1779 nom. illeg.
- Iris paludosa Mart., 1812
- Iris palustris Moench, 1794
- Iris pseudacorus subsp. acoriformis (Boreau) K.Richt., 1890
- Iris pseudacorus subsp. bastardii (Boreau) K.Richt., 1890
- Iris pseudacorus var. acoriformis (Boreau) Baker, 1877
- Iris pseudacorus var. parviflora Bastard, 1812
- Limnirion pseudacorus (L.) Opiz, 1852
- Pseudoiris palustris Medik., 1790 nom. illeg.
- Xiphion pseudacorus (L.) Schrank, 1811
- Xyridion pseudacorus (L.) Klatt, 1872

### Traditionella
- Bäckasvärla i Halland.[3]
- Äldre alternativa namnformer (1800-tal) är Bäcklilja, Svärdgräs, Säfjeblomma, Håje och Gula Liljor[4]

## Etymologi
- Iris är det grekiska namnet för regnbåge med syftning på den färgrikedom som irisarternas blommor uppvisar.
- Pseudacorus är sammansättningen av latin pseudo = falsk, oäkta, samt acorus som är det vetenskapliga namnet på kalmussläktet. Pseudacorus tolkas sålunda som falsk kalmus. Detta p.g.a. att Acorus calamus (svenskt artnamn kalmus) är förväxlingsart till svärdslilja, eftersom bladen hos dessa två växter är till utseendet mycket lika.
- I det traditionella namnet bäckasvärla antyder ordledet bäcka otvivelaktigt vattendraget bäck med anledning av växtplatsen. Ordledet svärla kan tolkas på flera sätt:
  - Släktskap med norska ordet svirla, som betyder sväva omkring, vilket kan kopplas till svärdsliljans val av växtplats.[3] (Man jämföre med svenska ordet svira, som ju också antyder ett visst kringflackande, t.ex. på en "krogrond".)
  - En annan tolkning av svärla är att det är en dialektal förvrängning av svärd med syftning på de svärdliknande bladen.